# École secondaire François-Bourrin
L'école secondaire privée François-Bourrin est un établissement d'enseignement secondaire privé pour garçons et filles. L'école, située dans l'arrondissement de Beauport, à Québec, suit le régime pédagogique du Ministère de l'Éducation. L'institution propose également des concentrations éducatives en danse, en design de jeux vidéo, en football, en espagnol, en multisports et en technosciences.